# Cămășile Roșii (SUA)
Cămășile roșii (în engleză Red Shirts sau Redshirts) din Sudul Statelor Unite au fost grupări teroriste paramilitare alb-supremațiste care au fost active la sfârșitul secolului al XIX-lea, în ultimii ani și după sfârșitul Epocii de Reconstrucție a Statelor Unite. Grupurile de Cămăși Roșii au apărut în Mississippi în 1875, când unitățile teroriste private anti-reconstrucție au adoptat cămăși roșii pentru a se face mai vizibile și amenințătoare pentru republicanii din sud, atât albi, cât și sclavi eliberați⁠(d). Grupuri similare din Carolina au adoptat și ele cămăși roșii.
Printre cei mai notabili membri ai Cămășilor Roșii s-au numărat susținătorii candidatului Partidului Democrat Wade Hampton⁠(d) în timpul campaniilor pentru alegerile guvernatoriale din Carolina de Sud din 1876 și 1878. Cămășile Roșii au fost una dintre mai multele organizații paramilitare, cum ar fi Liga Albilor⁠(d) din Louisiana, care a apărut din eforturile continue ale democraților albi de a recâștiga puterea politică în Sud în anii 1870. Aceste grupuri au acționat ca „ramura militară a Partidului Democrat”.
Deși uneori se implicau în acte violente de terorism, Cămășile Roșii, Liga Albilor, cluburile de pușcași și grupările similare de la sfârșitul secolului al XIX-lea acționau pe față și au fost mai bine organizate decât grupurile teroriste subterane, cum ar fi Ku Klux Klan. Ele s-au folosit de organizare, intimidare și forță pentru a atinge obiectivul politic al democraților de a reveni la putere, de a-i răsturna pe republicani și de a reprima drepturile civile și de vot ale sclavilor eliberați. În timpul campaniilor din 1876, 1898 și 1900 din Carolina de Nord, Cămășile Roșii au jucat un rol de prim plan în intimidarea alegătorilor care nu simpatizau cu Partidul Democrat.

## Origini și simbolism
Potrivit lui E. Merton Coulter⁠(d) în The South during Reconstruction (1947), cămășile roșii au fost adoptate în Mississippi în 1875 de „brigadierii sudici” ai Partidului Democrat care se opuneau republicanilor negri. Cămășile roșii perturbau mitingurile republicane, intimidau sau asasinau lideri de culoare și descurajau și suprimau la urne votul negrilor.
Bărbați purtând cămăși roșii au apărut în Charleston, Carolina de Sud, pe 25 august 1876, în timpul unei parade cu torțe a democraților, pentru a ironiza discursul despre fluturatul cămășii însângerate⁠(d) al lui Benjamin Franklin Butler⁠(d) din Massachusetts, care susținuse, în mod fals, că ar fi ținut în mână cămașa pătată cu sângele unui Carpetbagger⁠(d) biciuit de Ku Klux Klan în timpul Epocii de Reconstrucție. „Fluturatul cămășii însângerate” a devenit în Sud o expresie, atribuită retoricii politicienilor republicani, cum ar fi Oliver Hazard Perry Morton⁠(d) din Senat, care se folosea de relatări emoționante despre nedreptățile făcute soldaților din Nord și carpetbaggerilor pentru a obține sprijin pentru politicile de reconstrucție ale republicanilor în Carolina de Sud. Simbolismul cămășii roșii s-a răspândit rapid. Suspecții acuzați în masacrul de la Hamburg⁠(d) purtau cămăși roșii în timp ce mărșăluiau pe 5 septembrie către ședința de punere sub acuzare⁠(d) la Aiken, Carolina de Sud. Martin Gary⁠(d), organizatorul din Carolina de Sud al campaniei democraților din 1876, a ordonat ca susținătorii săi să poarte cămăși roșii la toate mitingurile și evenimentele de partid.
Purtarea unei cămăși roșii a devenit o sursă de mândrie și rezistență față de guvernarea republicană pentru democrații albi din Carolina de Sud. Femeile coseau cămăși roșii de flanel⁠(d) și făceau și alte haine roșii. De asemenea, a devenit o modă ca femeile să poarte panglici roșii în păr sau în jurul taliei. Tinerii au adoptat cămășile roșii pentru a-și exprima disponibilitatea de activism după ce fuseseră prea tineri pentru a fi luptat în Războiul Civil.